# Fontographer
| Fontographer |                      |
| --- | -------------------- |
| |                      |
| \| Software de: \| FontLab \| \| Plataforma: \| Windows y Macintosh \| \| Usado para: \| Creación de fuentes \| \| Extensión: \| *.ttf \| \| MIME: \| ... \| \| Licencia \| No libre \| \| Sitio web \| Fontlab Fontographer \| |                      |
| Software de: | FontLab              |
| Plataforma: | Windows y Macintosh  |
| Usado para: | Creación de fuentes  |
| Extensión: | *.ttf                |
| MIME: | ...                  |
| Licencia | No libre             |
| Sitio web | Fontlab Fontographer |

Fontographer es un programa para la creación y edición de tipografías creado por FontLab (AltSys, Macromedia).

## Características
- suavizado de fuentes
- fusión de fuentes
- líneas
- fuentes a mano alzada
- pluma

## Los pros y los contras
- +: Velocidad y herramientas.
- -: Interfaz algo pobre.

Ventajas:
Puedes convertir las fuentes (fonts) a vectores editables en Adobe Illustrator, Corel Draw y Adobe Freehand como así también para Adobe Flash.